# Alvar Högbom
Alvar Högbom, född 10 juni 1894 i Örebro, död 23 augusti 1939 i Östersund, var en svensk geolog.
Alvar Högbom var son till assistenten Johan Emanuel Höglund och brorson till Arvid Högbom. Efter studentexamen i Örebro 1912 studerade han vid Uppsala universitet och blev filosofie kandidat 1917, filosofie licentiat 1921 och filosofie doktor 1925. Till en början praktiserade han som kemist vid Statens kemiska stationer i Örebro och Västerås, men 1918 kom han till Sveriges geologiska undersökning, där han 1919 blev biträdande statsgeolog och 1933 statsgeolog. Redan på ett tidigt stadium kom han att intressera sig för fjällens geologiska problem, och i doktorsavhandlingen 1925 undersökte han de sydvästra Västerbottensfjällens berggrund och malmer. Undersökningen ledde till upptäckten av de två sulfidmalmsfyndigheterna i Remdalen och Stekenjokk. Vid den av staten 1920 påbörjade malmletningen i Skelleftefältet deltog Högbom från 1921 under många år, varutöver han geologiskt kartlade vidsträckta tidigare okända områden. Sina rön lade han fram i arbetet Skelleftefältet med angränsande delar av Västerbottens och Norrbottens län (1935). Även andra delar av Norrbottens län blev föremål för geologiska arbeten av Högbom, till exempel Jokkmokks socken och Kalixtrakten. Han publicerade sina erfarenheter som malmletare och geolog i Nutida malmletning, 20 års erfarenhet från Västerbottens län (1938). Högbom var på sin tid en av Sveriges främsta kännare av Övre Norrlands geologi och utförde även viktiga arbeten på geologiska kartblad i mellersta Sverige. För enskilda företag undersökte han nickelfyndigheter i Alaska 1936 och kromfyndigheter i Grekland 1938. Han var ordförande i Geologiska föreningen i Stockholm 1939 och i Västerbottens gille i Stockholm från 1938.